# Арцтовский, Хенрик
Хенрик Арцтовский (пол. Henryk Arctowski; 15 июля 1871 — 21 февраля 1958), при рождении Хенрик Арцт — польский учёный и полярник. Принимал участие в первой антарктической зимовке и снискал славу всемирно известного метеоролога. В его честь назван ряд географических объектов, польская антарктическая станция и медаль Национальной академии наук США.

## Биография
Родился 15 июля 1871 года в Варшаве в семье с вюртембергскими корнями. В 1888 году приступает к учёбе в Льежском университете, где изучает математику, физику и астрономию, а позже — химию и геологию в Сорбонне. По завершении учёбы в 1893 году он возвращается в Льеж, где работает в химической лаборатории профессора Шпринга. В 1893 году просит бельгийское правительство о смене своей фамилии на «Арцтовский».
В 1895 году участвует в Бельгийской антарктической экспедиции — первой, которая (правда, вынужденно) остаётся на зимовку за Южным полярным кругом. Среди его товарищей по экспедиции — известные впоследствии исследователи, такие как Руаль Амундсен, Фредерик Кук и Эмиль Раковица. Арцтовский занимался координацией научной работы и сам выполнял некоторые физические наблюдения, его ассистентом был другой поляк — Антоний Добровольский.
После возвращения из Антарктики Хенрик живёт в Брюсселе, анализируя результаты экспедиции в Королевской обсерватории Бельгии (в то время ею заведовал Жорж Леконт, помощник командира экспедиции), публикуется и читает лекции — как в Бельгии, так и за рубежом, вскоре становится гражданином Бельгии. В Лондоне он встречает американскую актрису и оперную певицу Ариан Джейн Эдди, и в 1909 году женится на ней. С женой переезжает в Нью-Йорк, где возглавляет научный отдел Нью-Йоркской публичной библиотеки с 1911 по 1919 гг. В 1915 году получает американское гражданство. Его принимает в свои ряды Клуб первооткрывателей, основанный его товарищем по экспедиции, Фредериком Куком.
В 1920 году Арцтовский возвращается в теперь уже независимую Польшу. Игнаций Ян Падеревский предложил ему должность министра образования, но учёный отказался и занял позицию профессора геофизики и метеорологии в университете Яна Казимира. Это период активной научной деятельности Арцтовского — им и его ассистентами опубликовано более 140 работ. Также он участвует в деятельности Международного геодезического и геофизического союза. В 1939 году учёный с женой едут в США на конференцию IUGG — в это же время начинается Вторая Мировая война. Они никогда не вернулись на родину.
В Америке Арцтовский становится научным сотрудником Смитсоновского института и не прекращает научную деятельность до самой смерти, даже когда в 1950 году становится вынужден уволиться в связи с болезнью. Уходит из жизни 21 февраля 1958 года в Бетесде, штат Мэриленд.

## Наследие
Именем Арцтовского назван эффект, когда свет, преломляясь посредством кристалликов льда в атмосфере, создаёт вокруг солнца гало с двумя дополнительными симметричными дугами света. Также в его честь названы географические объекты — гора Арцтовского и ледник Арцтовского на Шпицбергене, купол Арцтовского, бухта Арцтовского, полуостров Арцтовского, нунатак Арцтовского и пик Арцтовского — в Антарктиде. Кроме того, его именем названа польская исследовательская станция на острове короля Георга и исследовательский корабль польских ВМС — ORP ''Arctowski''. Наконец, вдовой учёного учреждена медаль Арцтовского, каждые два года присваиваемая Академией наук за «исследования физики Солнца и солнечно-земных отношений».

### Комментарии
1. ↑  В некоторых русскоязычных источниках фамилия передаётся как Арктовский, а имя как Генрих[1] или Генрик[2].

### Отсылки к источникам
1. ↑  БСЭ, 1926, 1930.
2. ↑  Реферативный журнал. География. ВИНИТИ АН СССР, 1971.
3. 1 2 3  Verlinden, Jozef. Naar Antarctica - Belgen en Nederlanders op Expeditie naar de Zuidpool (нид.). — Tielt: Lannoo[англ.], 2009. — ISBN 978-90-209-8613-6.
4. 1 2  Pinkowski, Edward. Arctowski, Henryk. The Pinkowski Files. Poles in America Foundation, inc. (2009). Дата обращения: 28 марта 2016. Архивировано 4 марта 2016 года.
5. ↑  Henryk Arctowski, expert on weather. New York Times. AP. 23 февраля 1958. Дата обращения: 19 апреля 2013.
6. ↑  Jacek Machowski. Contribution of H. Arctowski and A. B. Dobrowolski to the Antarctic Expedition of Belgica (1897-1899) : [арх. 15 августа 2014] // Polish polar research. — 1998. — Т. 19, № 1—2.